# Aviacsa
Aviacsa – nieistniejące meksykańskie linie lotnicze z siedzibą w Monterrey, w stanie Nuevo León. Obsługiwały połączenia krajowe oraz do USA. Funkcjonowały w latach 1990–2009.